# 고베 해양박물관

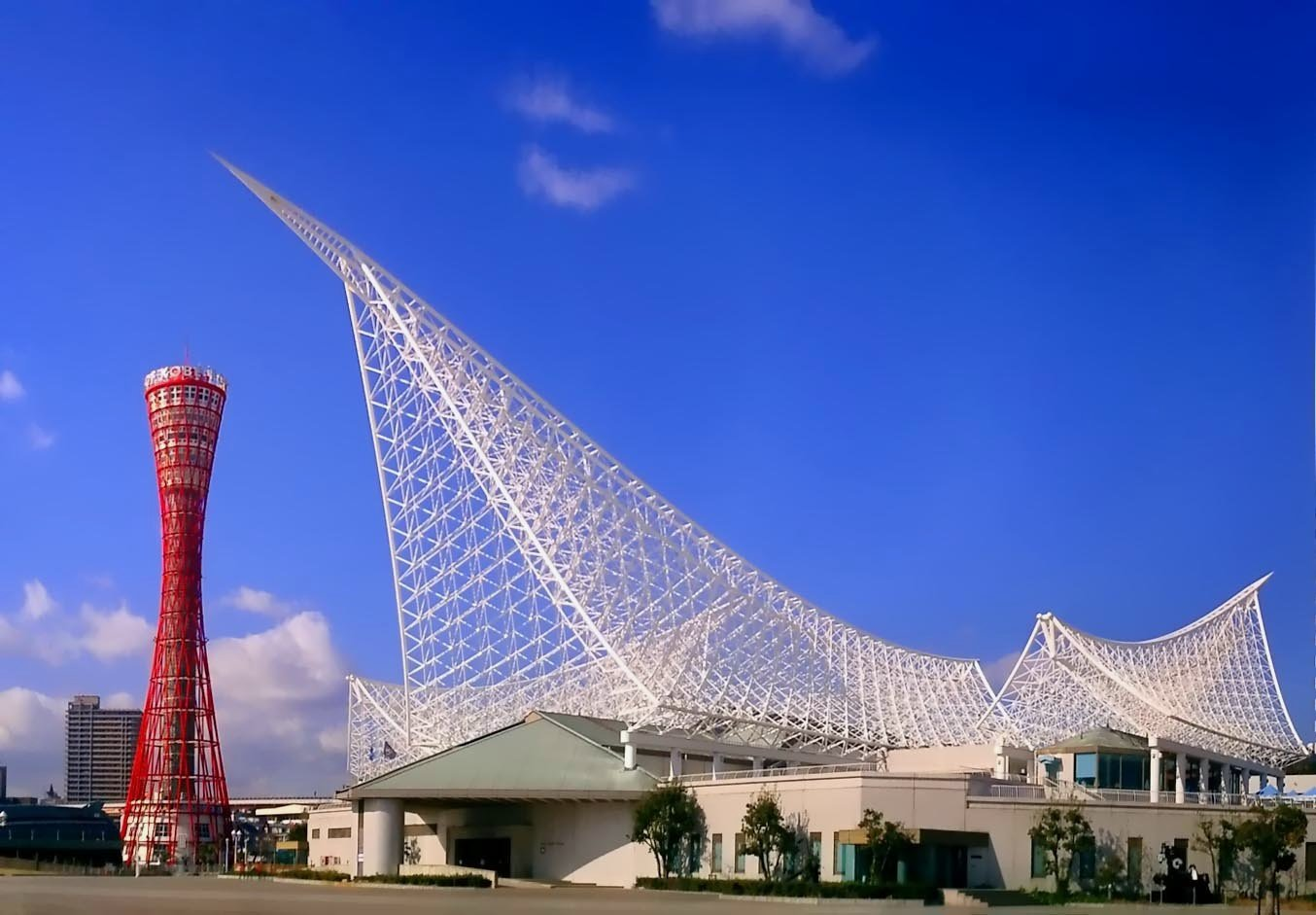
고베 해양박물관

고베 해양박물관(일본어: 神戸海洋博物館 고베카이요하쿠부쓰칸[*])은 일본 효고현 고베시 주오구에 있는 박물관이다. 1층에는 배의 종류를 소개하고 있으며, 2층에는 바다에 관련된 영상물을 상영하고 있다.

## 같이 보기
- 고베항
- 메리켄 파크
- 고베 포트 타워